# 九品院
九品院（くほんいん）は、愛知県岡崎市鴨田町字山畔9番地に所在する浄土宗鎮西派の寺院。山号は清浄山（しょうじょうざん）、正式名称は清浄山極楽寺九品院。通称荒井山（あらいやま）。

## 概要
清浄山極楽寺九品院は、大樹寺の山林だった荒井山に、徳本行者の高弟・徳住上人が、捨世念仏道場として文政11年（1828年）に開創した。現代に至るまで修行道場としての伝統を継承して僧侶育成を行っている。通称は旧地名から荒井山。

## 歴史

### 創建から幕末まで
- 文政3年（1820年） - 徳本の弟子・徳住が、大樹寺42世・隆也から、大樹寺の山林だった荒井山の地に常念仏道場の建立を請われる。徳住は岩窟で千日間の荒行（単信口称十万遍・日礼三千）を行い、工事の無事を祈願[3][2][5][3][4]。
- 文政11年（1828年） - 信者の労役により庫裏（初代本堂）を建立し開山。徳住は肉食妻帯無用の戒律を定め、常念仏道場としての基盤を確立[6]。
- 天保10年（1839年）- 新本堂が建立。本尊の阿弥陀如来坐像（伝・行基作）を安置[7]。
- 嘉永7年（1854年） - 4世・求道上人が善光寺堂を増築し、戒壇めぐり（地下回廊）を整備[6][3]。

### 近代以降
- 明治期 - 東京・一行院所蔵の『徳本行者伝』26冊57巻を書写。後に原本が東京大空襲で焼失したため、九品院写本が研究上の重要資料となった[4][3]。
- 昭和20年（1945年） - 太平洋戦争中も修行を継続し、戦後は青少年教化に注力し、1960年代から授戒会を開始[8][7]。
- 昭和55年（1980年） - 本堂の大規模修復を実施[3]。

## 伽藍と文化財

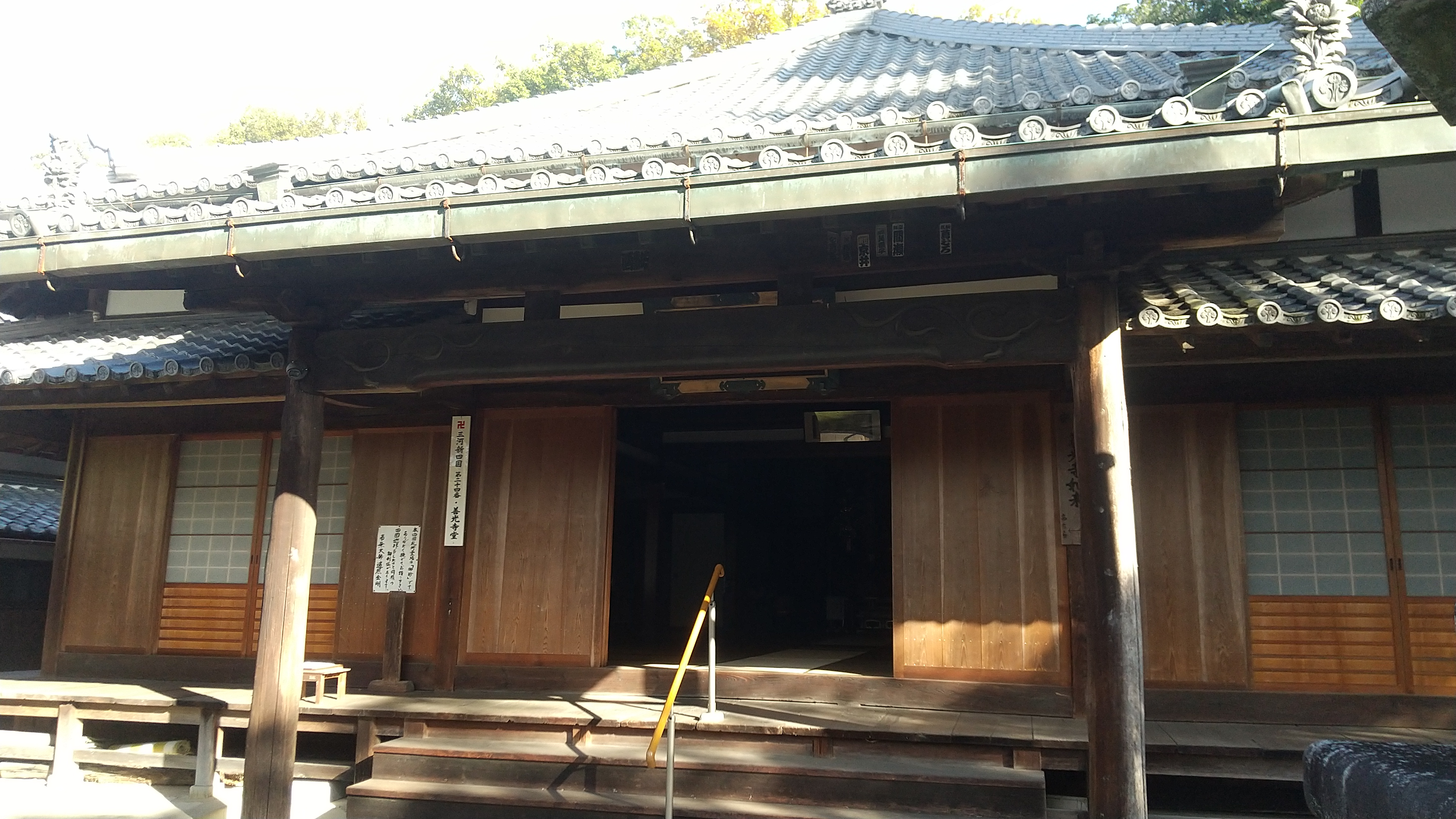
善光寺堂

### 主要建造物
- 本堂 - 天保10年建立[3]。
- 善光寺堂 - 嘉永7年築。一光三尊善光寺如来を安置し、戒壇めぐりを体験可能[8][7]。
- 宝蔵 - 非公開の寺宝を収蔵。嘉永5年（1852年）の「幽霊の片袖」事件（後述）に関わる着物の片袖を保管[9]。

### 宝物

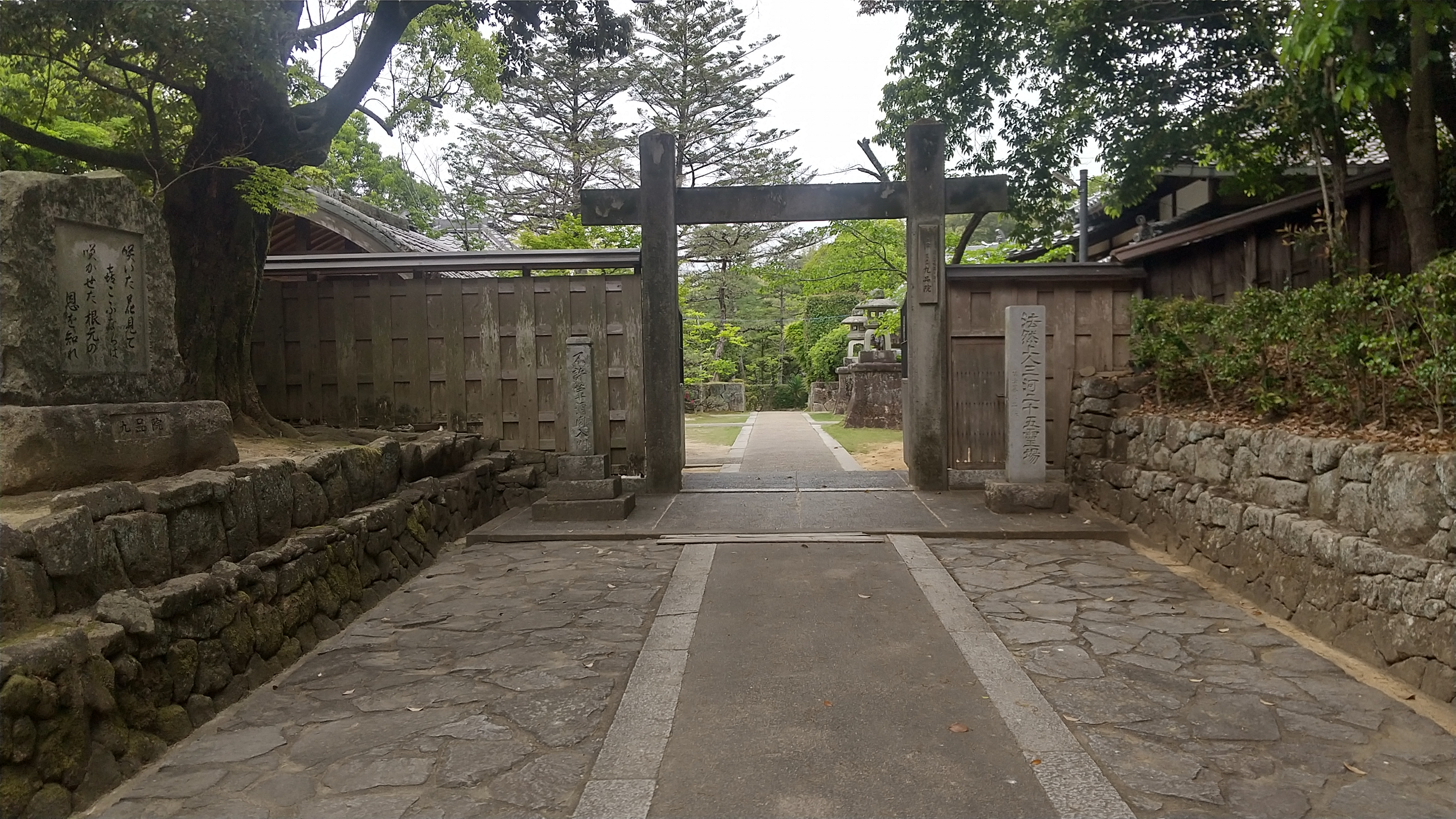
冠木門

| 名称               | 種別   | 備考                     |
| ------------------ | ------ | ------------------------ |
| 木造阿弥陀如来坐像 | 彫刻   | 伝・行基作               |
| 『徳本行者伝』写本 | 書跡   | 全57巻、明治期書写       |
| 徳住筆名号碑       | 石造物 |                          |
| 北向地蔵菩薩像     | 彫刻   | 岡崎三十六地蔵第22番札所 |

## 宗教活動

### 修行の特徴
- 常念仏 - 開山以来、鉦（かね）を用いた「波念仏」（徳本流の独特な節回し）を修す（午前5時開始）[3][5]。
- 戒律 - 肉食妻帯を禁じ、施餓鬼供養を毎日実施[3][7]。

### 主な行事
- 七草法要（旧正月6-7日） - 善光寺如来への報恩念仏[10]。
- 盆施餓鬼会（8月10日）[10]。
- 徳本忌会（10月23-25日）[10]。
- 授戒会 - 小中学生対象の「和順会」、高校生、大学生向けの「青年受戒」[8][11][7]。

## 伝説・逸話

### 幽霊の片袖事件
嘉永5年（1852年）、若くして亡くなった常蔵という男性の幽霊が、成仏できないと訴えて兄嫁の枕元に現れ、着物の片袖を証拠に遺した。後に両親が蔵を調べると、遺品の着物から同様の袖が切り取られていた。九品院で7日間の籠山念仏を行った後、全身金色の常蔵が礼に現れたと伝わる。

## 札所情報
- 法然上人三河二十五霊場二十四番札所[5][6]
- 三河三十三観音霊場番外札所[5][6]

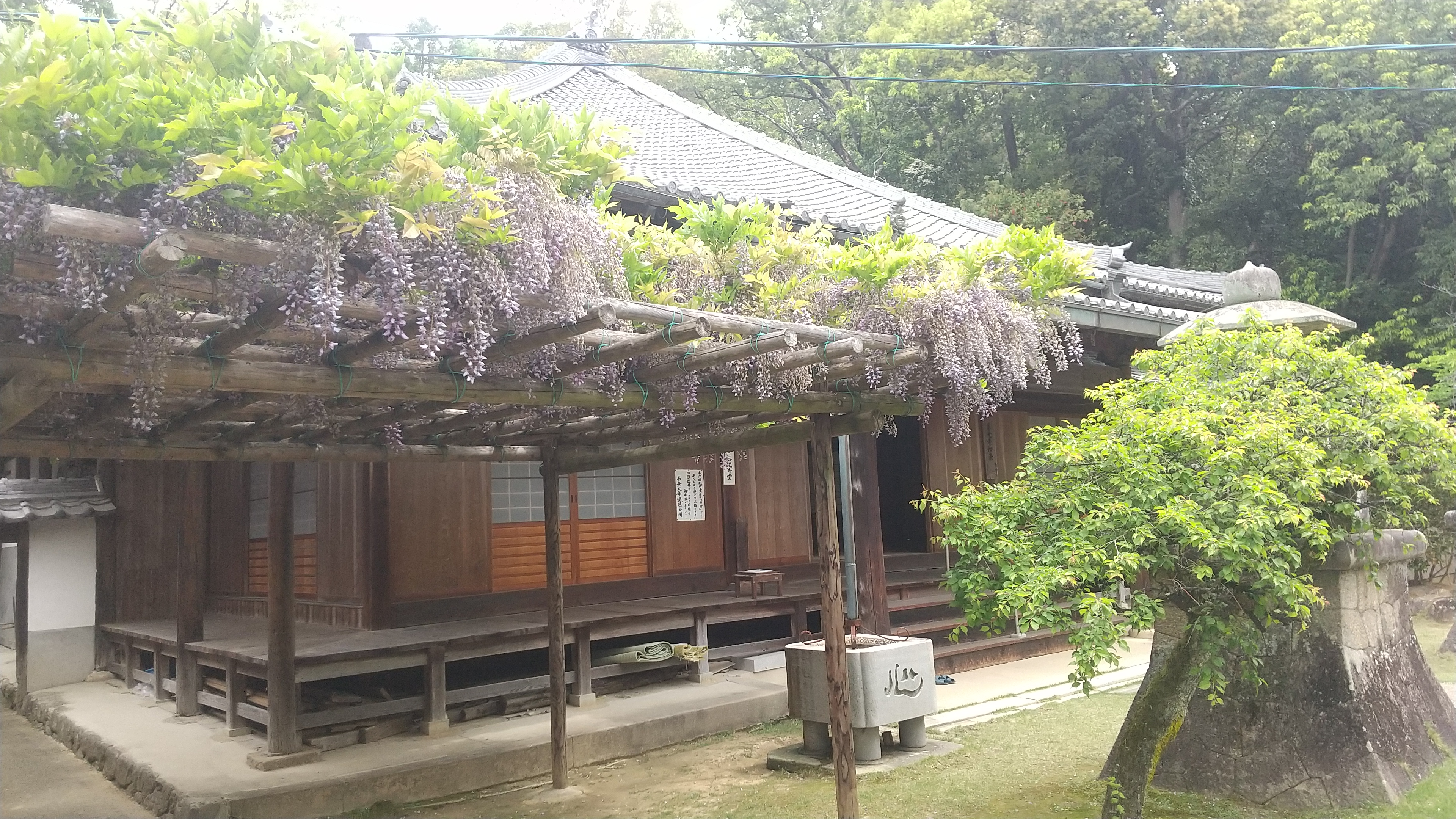
藤棚

- 三河新四国八十八ヶ所霊場二十三・二十四番札所[5][6]
- 岡崎三十六地蔵第二十二番札所（石造地蔵菩薩坐像）[5]

## アクセス
- 公共交通 - 名鉄バス大樹寺停留所下車、徒歩10分[8][7]。
- 駐車場 - 30台（無料）[8]。

## その他
- 御朱印あり（要事前連絡）[8]。
- 境内一帯（13,290㎡）が岡崎市から「ふるさとの森」に指定されている[12]。